# Bernd Finkeldei
Bernd Finkeldei (* 10. September 1947 in Bad Driburg) ist ein deutscher Maler.

## Leben
Bernd Finkeldei studierte von 1971 bis 1977 an der Kunstakademie Düsseldorf bei Karin Götz (Rissa) als Meisterschüler. Er war Stipendiat der Studienstiftung des deutschen Volkes.
Von 1977 bis 1978 studierte er an der Cité Internationale des Arts Paris.
1977 gründete Rissa mit Bernd Finkeldei, Astrid Feuser, Udo Scheel, Norbert Tadeusz die Malergruppe Axiom.
1986 besuchte er die Emily Carr University of Art and Design in Vancouver.
Finkeldei lebt und arbeitet in Düsseldorf.

## Einzelausstellungen
- 1977 Bilder, Zeichnungen. AXIOM Galerie für Moderne Kunst, Köln (Kat.)
- 1990 Der Teil und das Ganze. Bilder zu Landschaften. Mannheimer Kunstverein⚭ auch 1992: Bielefelder Kunstverein im Museum Waldhof, Bielefeld
- 2000 Raumgreifer. Bilder und Skulpturen. Kunst- und Kunstgewerbeverein Pforzheim
- 2002 Zeitfänge – Bilder und Skulpturen. Museum Bochum – Kunstsammlung; Bielefelder Kunstverein, Museum Waldhof
- 2003 Die Zeit ist kein langer Fuß. Ludwig Museum Koblenz
- 2008 Schattengold. Virtuell-Visuell e.V. Kunstverein, Dorsten (Kat.)
- 2009 unterwegs. Galerie Wolfgang Gmyrek, Düsseldorf; Malerei. Lippische Gesellschaft für Kunst im Schloss Detmold

## Ausstellungen mit der Gruppe Axiom
- 1977 Gruppe Axiom. Astrid Feuser, Finkeldei, Rissa, Udo Scheel, Norbert Tadeusz. AXIOM Galerie für Moderne Kunst, Köln (Kat.)
- 1978 Gruppe Axiom. Stadtschloß Fulda;
- 1980 Gruppe Axiom. Pfalzgalerie, Kaiserslautern (Kat.)